# Right by My Side
Right By My Side è una canzone della rapper trinidadiana Nicki Minaj, estratta come secondo singolo dal suo secondo album in studio, Pink Friday: Roman Reloaded (2012). Il brano è realizzato in collaborazione col cantante R&B Chris Brown. Right By My Side è stata scritta da Nicki Minaj, Ester Dean e Safaree Samuels e prodotta da Andrew “Pop” Wansel, Oak, JProof e Flip. Il 20 marzo 2012 Nicki twittò il link della canzone, mentre il 27 marzo uscì nelle radio americane. Nicki Minaj ha cantato Right by My Side in occasione del lancio del Nokia Lumia 900 a Times Square.

## Produzione e composizione
In un'intervista con Ryan Seacrest, Nicki disse della canzone: 
“Verso la fine dell'album volevo qualcosa di più melodico da poter dare alla radio urbana che potesse stare ugualmente bene anche alla radio pop. Sono stata 3 mesi vicino al computer e poi ho detto, ‘Sai cosa? Questo suona come un brano R&B classico' e non potevo sentire sulla canzone nessuno tranne che Chris Brown. Quindi sono andata da Ester Dean a le ho chiesto, ‘Potesti scrivere qualcosa per Chris Brown?', perché lei è fenomenale allo scrivere, e specialmente per la sua voce. Me la mandò e me ne innamorai subito, (quindi) cominciai a scrivere la mia parte rap, perché rappo e canto nella canzone, e quando la cantammo insieme e la facemmo sentire alla gente, tutti erano del tipo ‘Questa è una hit, pubblicala il prima possibile!!'”

## Critica
Right By My Side ha ricevuto prevalentemente critiche positive dai critici, che si sono complimentati per l'atmosfera di divertimento della canzone, mentre altri l'hanno criticata perché "troppo generica". Andrew Hampp di Billboard ha detto che la canzone suonava come No Air di Jordin Sparks, ma si è complimentato per essersi tenuta distante dalla canzone. Jesal Padania di Rap Reviews ha criticato la canzone come “debole” ed ha commentato sulla sua scelta come singolo, dicendo “Penso abbiano scelto la potenza più che la qualità”. Andrew Martin di Prefix Magazine ha detto che nella canzone c'è poco rap e l'ha chiamata “un'altra ballata CalmaComeL'Inferno”. In un altro articolo, Justin Ray di Billboard diede una critica positiva alla canzone, elogiando la parte di Chris Brown.

## Video musicale
Nicki ha iniziato a filmare il video il 28 aprile 2012 ed ha finito il giorno dopo, alle 6:30 circa. È stato diretto da Benny Boom. Quando un fan le chiese quale fosse il video più bello girato nella sua carriera, lei rispose: ‘“Right By My Side” di sicuro'. È stato mostrato in anteprima il 16 maggio alle 18:56 su BET, FUSE, MTV Jams, MTV Hits, e MTVu. È stato poi caricato sull'account VEVO della cantante alle 19:00. Nel video appare il rapper Nas, nel ruolo di interesse amoroso di Nicki. Anche Chris Brown appare nel video.

## Esibizioni dal vivo
Nicki si è esibita per la prima volta con Right By My Side il 3 aprile a 106 & Park, con Beez in the Trap, “Roman Reloaded”, “HOV Lane”, “I Am Your Leader”, “Champion”, e “Fire Burns”. Ha inoltre stupito i fan cantandola al lancio del Nokia Lumia 900 a Times Square il 6 aprile.

## Copertina
Il singolo ha una copertina promozionale, usata sui CD venduti esclusivamente per la promozione dell'album. La copertina mostra la stessa foto di quella dell'album.

## Tracce
Download digitale
1. Right by My Side (featuring Chris Brown) – 4:25

## Classifiche
| Classifica (2012) | Posizione massima |
| ----------------- | ----------------- |
| Francia           | 122               |
| Regno Unito       | 70                |
| Stati Uniti       | 51                |
| Stati Uniti (Rap) | 21                |